# جيلبرتو مولينا
جيلبرتو مولينا مورينو (بالإسبانية: Gilberto Molina Moreno)‏ (27 فبراير 1937 - 27 فبراير 1989)، وهو من كبار تجار الزمرد الكولومبيين ويطلق عليه اسم "قيصر الزمرد"، وكان يرتبط ارتباطا وثيقا بكارتل ميديلين الشهير، ومشتبه معروف في تهريب المخدرات خلال العقد 1980. وهو الصديق المقرب والشريك مع خوسيه غونزالو رودريغيز غتشا.